# Otto Schier

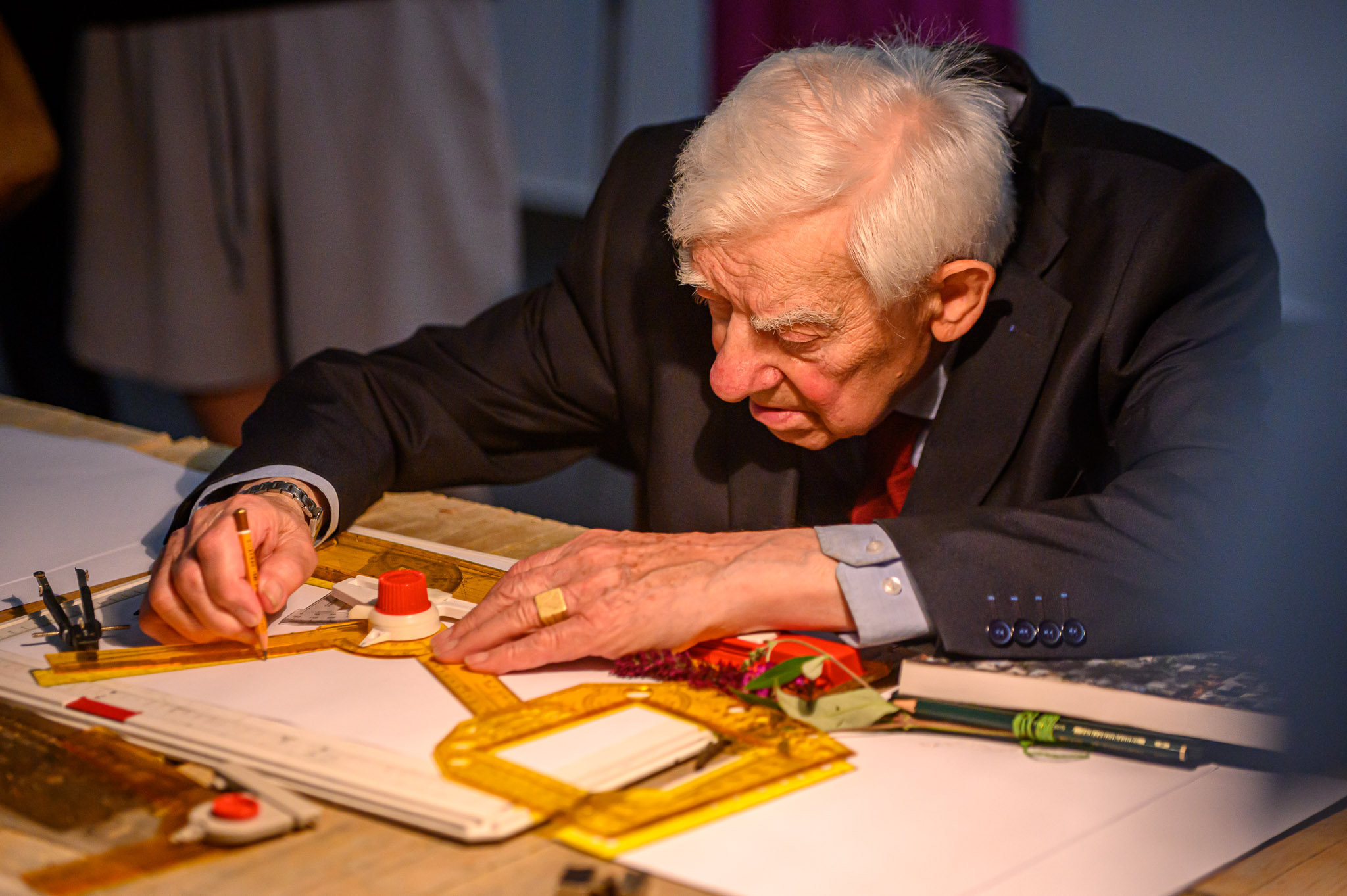
Otto Schier podczas wernisażu wystawy "Otto Schier. Pracownia architektoniczna" w BWA w Tarnowie, 30 czerwca 2024. Fot. Przemysław Sroka

Otto Schier (ur. 12 lipca 1931 w Katowicach) – polski inżynier architekt.

## Życiorys
W 1954 roku ukończył z wyróżnieniem studia na Wydziale Architektury Politechniki Krakowskiej i otrzymał tytuł magistra inżyniera architektury. Od 1959 roku mieszka i pracuje w Tarnowie. Od 1968 roku pracownik Miejskiej Pracowni Urbanistycznej, potem Wojewódzkiego Biura Planowania Przestrzennego i Małopolskiego Biura Planowania Przestrzennego.

## Projekty
- Muszla koncertowa w kształcie łupiny wraz z amfiteatrem w Tarnowie przy ul. Kopernika (powstawała w latach 1966-67)[2][3]
- Modernizacja budynku teatru im. L. Solskiego w Tarnowie (wraz z projektem ceramicznych masek na fasadzie, zdemontowanych w 2009[4]), przy ul. Mickiewicza (w latach 60. XX wieku, otwarty 17 listopada 1972 roku)[5]. Pierwotny budynek był siedzibą Towarzystwa Gimnastycznego Sokół.
- Sala gimnastyczno-sportowa I Liceum Ogólnokształcącego w Tarnowie przy ul. Kopernika (otwarta 18 stycznia 1973 roku)[6]
- Pomnik I Transportu Więźniów do KL Auschwitz w Tarnowie
- Pierwszy tarnowski deptak ul. Wałowej w Tarnowie wraz z placem przed Grobem Nieznanego Żołnierza i schodami z kaskadową fontanną (1993)[7]
- Kościół św. Brata Alberta Chmielowskiego w Zgłobicach[8]
- Kościół Matki Bożej Częstochowskiej w Bogumiłowicach[9]
- Kościół Chrystusa Dobrego Pasterza w Tarnowie[10]
- Wieża kolegiaty św. Wawrzyńca w Wojniczu[11]
- Kaplica na cmentarzu parafialnym na Rzędzinie (2004)[12][13]
- Mogiła Sybiraków oraz Symboliczna Mogiła Sybiraków na Starym Cmentarzu w Tarnowie[14]
- Około 100 zrealizowanych domków jednorodzinnych, m.in. „Dom z pawiami" przy ul. Wojtarowicza 16 w Tarnowie[6]

## Odznaczenia i nagrody
- Wyróżnienie Naczelnej Organizacji Technicznej za rozbudowę i modernizację Państwowego Teatru Ziemi Krakowskiej im. Ludwika Solskiego w Tarnowie, obecnie Teatr im. Ludwika Solskiego (1973)[15]
- Brązowa Odznaka Stowarzyszenia Architektów Polskich Oddział Kraków (1971, 1980)[16]
- Nagroda Honorowa Miasta Tarnowa za całokształt pracy (2019)[17][18]
- Tytuł Honorowego Obywatela Tarnowa (2024)[19]

## Galeria projektów

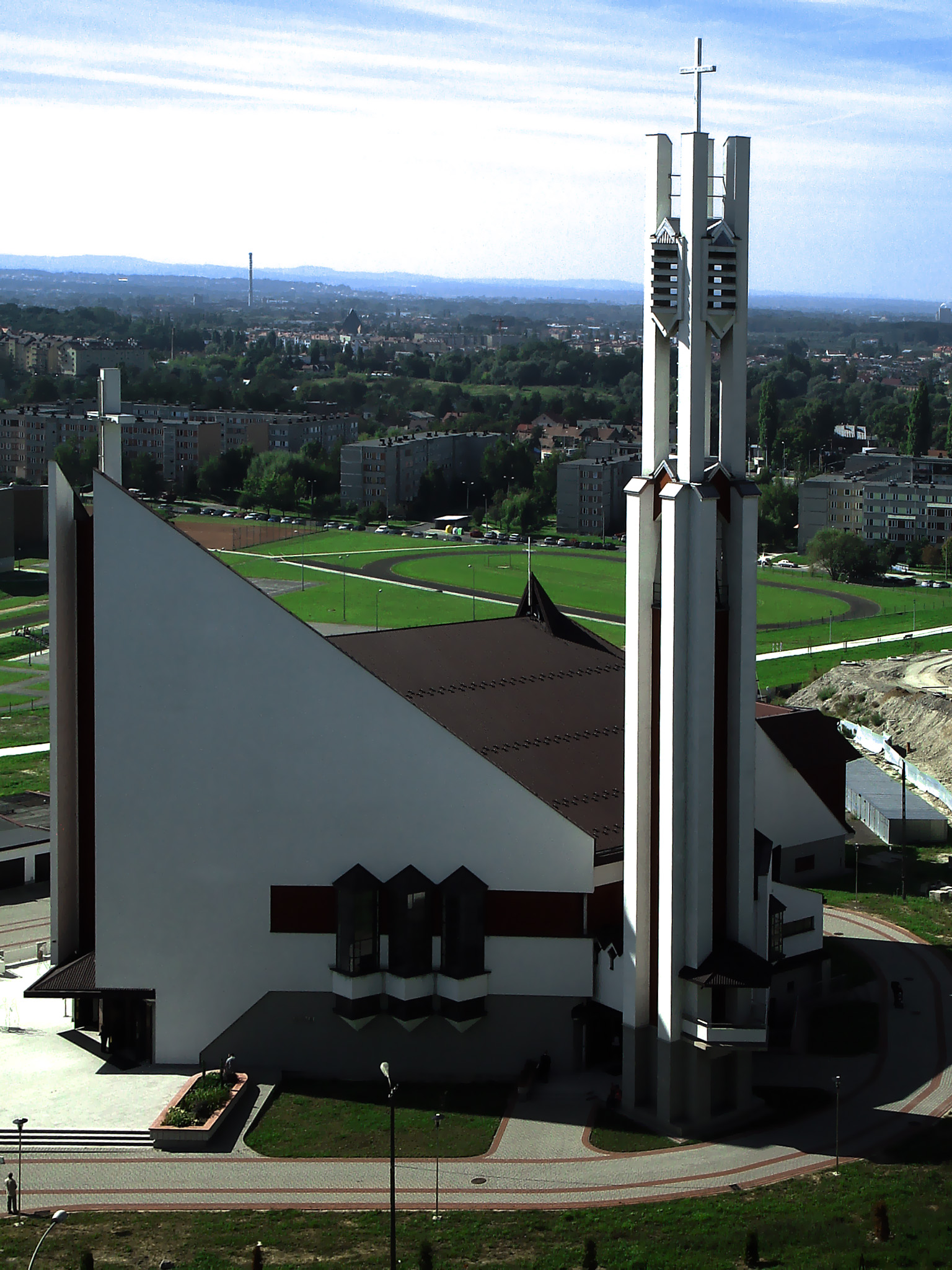
Kościół Chrystusa Dobrego Pasterza w Tarnowie
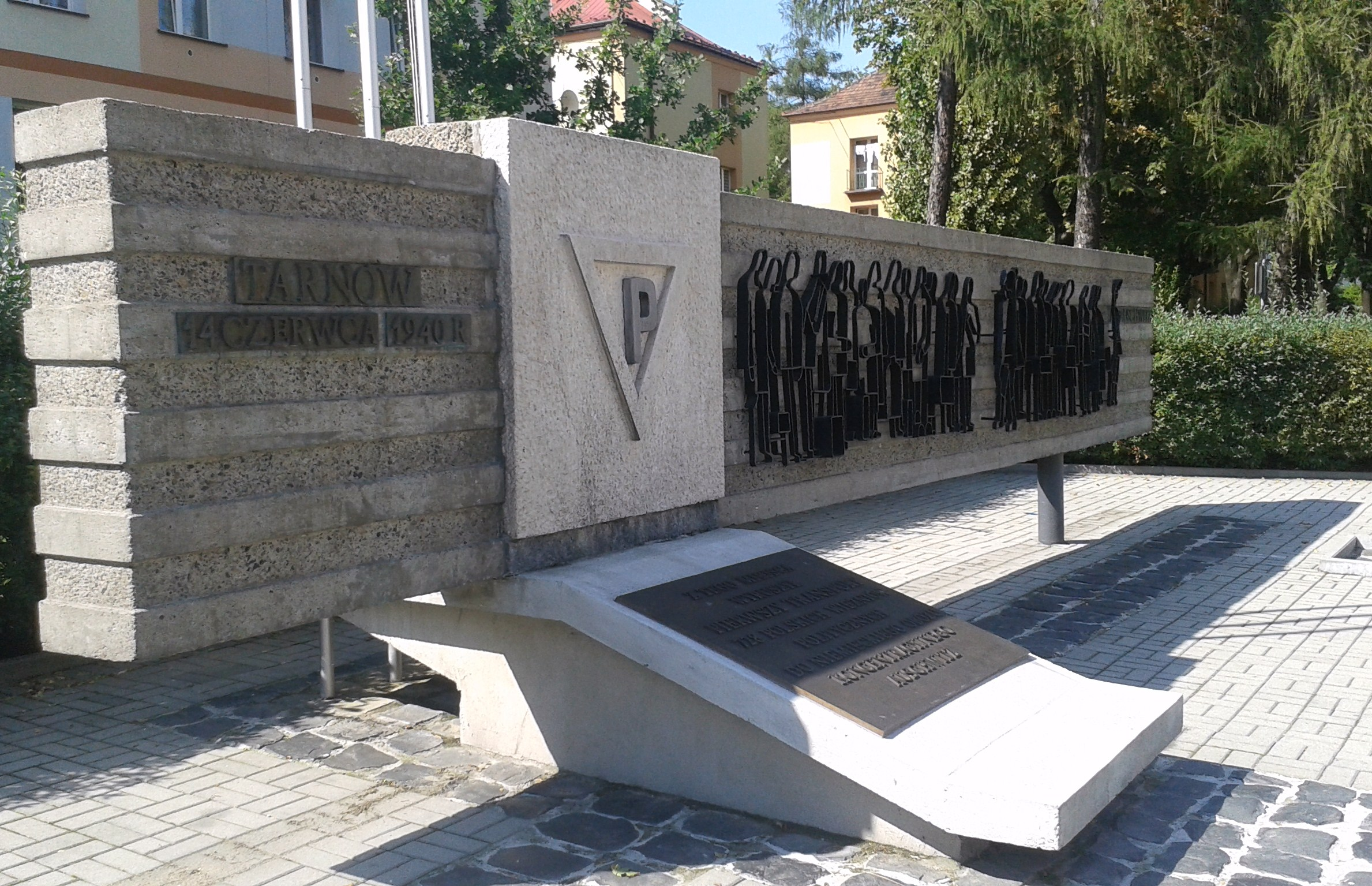
Pomnik I Transportu Więźniów do KL Auschwitz w Tarnowie
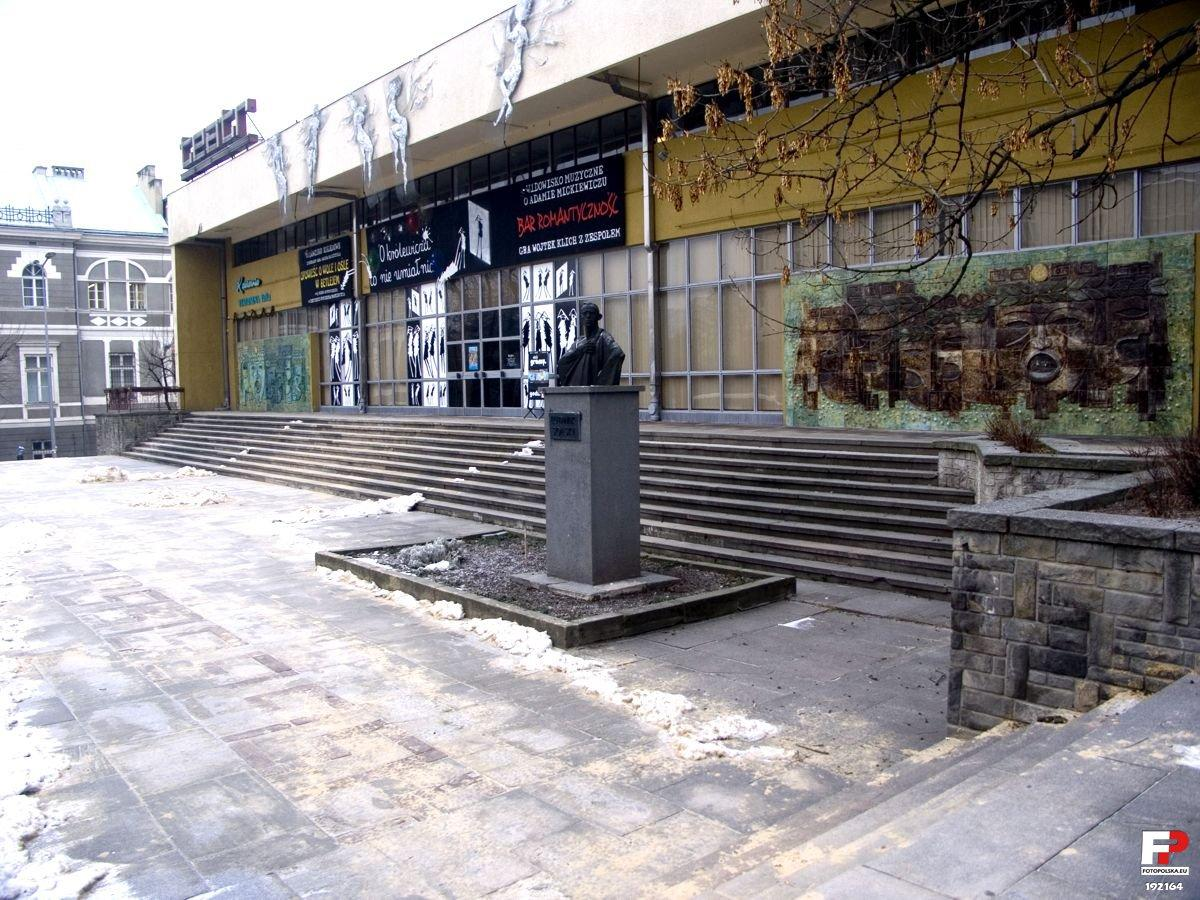
Teatr im. Ludwika Solskiego w Tarnowie